# Ministère de la Santé de la RDA
Le ministère de la Santé de la République démocratique allemande (RDA) (Ministerium für Gesundheitswesen der DDR) était le ministère chargé de la politique sanitaire au sein du gouvernement de la RDA. Il est créé en 1949 et dissous à la réunification de cette dernière avec la République fédérale d'Allemagne (RFA), en 1990. Ses fonctions ont alors été reprises par le ministère fédéral de la Santé.

## Structure et fonctions
Entre 1949 et 1950, le ministère possède également le portefeuille du Travail (Minister für Arbeit und Gesundheitswesen).

## Liste des ministres
| # | Image | Nom               | Début du mandat  | Fin du mandat    | Parti |
| - | ----- | ----------------- | ---------------- | ---------------- | ----- |
| 1 |       | Luitpold Steidle  | 1949             | 1958             | CDU   |
| 2 |       | Max Sefrin        | 1958             | 1971             | CDU   |
| 3 |       | Ludwig Mecklinger | 1971             | 13 novembre 1989 | SED   |
| 4 |       | Klaus Thielmann   | 13 novembre 1989 | 12 avril 1990    | SED   |
| 6 |       | Jürgen Kleditzsch | 12 avril 1990    | 2 octobre 1990   | CDU   |